# Walter Kieber
Walter Kieber (Feldkirch, 20 febbraio 1931 – Vaduz, 21 giugno 2014) è stato un politico liechtensteinese.
Dal marzo 1974 all'aprile 1978 è stato il Capo del Governo del Liechtenstein.